# Marko Paasikoski
Marko Paasikoski est né le 10 juin 1978. Il vit à Kemi, en Finlande.
Il est le bassiste du groupe de power metal finlandais Sonata Arctica. Il a rejoint le groupe pendant l'été 2000, à la suite du départ de Janne Kivilahti. Il n'appartient pas à d'autres groupes.
Le 26 août 2013, Marko Paasikoski décide de quitter le groupe. Il est remplacé par Pasi Kauppinen.